# 奔驰人
奔驰人,原名為"BENSIMAN",是澳門的一支具歷史性車隊,車隊最具名條的車手包括:Ben Wong,Koman,Rasco。於2018年1月14日正式將英文更名為："BESIMAN"，並為拓展中國內地市場與加強與中國內地合作，培育中國新一代車手，於 2017年中期，Koman被分派到中國內地珠海區，對任命為中國內地拓展部長。於2017年12月21日，"奔馳人"主要成員曾一度出訪台北，感受當地GP文化，並於3天內連續駕駛將近300公里路程，當時成員們所駕駛車輛為：台灣YAMAHA 勁戰3代目及4代目。2018年1月，"奔馳人"榮譽會長Rasco提出：需要加強國際溝通及認受性，故將於日本，德國等重要汽車文化國家增加聯絡部門，並於當地分別成立子公司，日本為：BESIMAN株式會社，口號為：決して止めない。 德國為：BESIMÄN Begrenzt，口號為：Hör niemals auf。

## 由來
奔驰人是由車隊中三名骨幹成員所組成,2014年3月16日,三名成員在水塘跑步其間不發其想而成立的，並以三人的名字合成隊名。

## 架構
BEN WONG為車隊車手,2014年度會長。KOMAN為車隊冠軍車手,賽程聯絡官。RASCO為車隊車手,工程顧問,永遠榮譽會長。

## 賽事回顧
BEN2SIMAN在成立前曾以不同形式舉行賽事，KOMAN是第一屆比度基亞正式賽總冠軍。車隊成員曾參與不同賽車：
Ben Wong:中國小型方程式大師賽（珠海蓮花站），中國小型方程式大師賽（珠海公園站）， 中國小型方程式大師賽（中山站），國際格蘭披治小型方程式賽（澳門站）。
Rascoiau:中國小型方程式大師賽（珠海蓮花站），中國小型方程式大師賽（珠海公園站）， 中國小型方程式大師賽（中山站），國際格蘭披治小型方程式賽（澳門站），國際格蘭披治小型方程式賽（台南墾丁站），國際格蘭披治小型方程式賽（台南高雄站）。
Koman Ng:中國小型方程式大師賽（珠海蓮花站），中國小型方程式大師賽（珠海公園站）， 中國小型方程式大師賽（中山站），國際格蘭披治小型方程式賽（澳門站），2016日本任天堂盃（大阪站）。
未來將會到達徳國。

## 合作車廠
BENSIMAN在成立前後,各主力分別使用不同車廠的跑車。BEN WONG:MRACE:日本三荾汽車(現在)。
```
        MOTOGP4:日本YAMAHA(現在)
```

KOMAN:   MRACE:日本萬事達(終止)，日本本田-中國子廠（預計2018年3月）。
```
        MOTOGP4:台灣KYMCO(現在)
```

RASCO:   MRACE:日本本田(終止),日本鈴木(終止)。
```
        MOTOGP4:台灣KYMCO(終止),日本YAMAHA(終止),日本鈴木(終止)，日本本田（至2017年6月）,YAMAHA(現在)
```

## 未來賽季
BENSIMAN車隊在今年2014/03/29將會在澳門國際賽車場,參加其本年度賽季的第一場分站賽。

## 澳門站
賽事為全程15分鐘的計時跑圈賽，單計圈速最快者為勝，如果單圈最快者跟第二最快者時間不足1秒或最快兩圈合共後相差不足1.5秒，則以圈數最多者為勝。

## 奔馳人車隊內的分組賽事
奔馳人車隊除對外的國際賽事外，還包括一系列的車隊內部相關賽事正在舉行，如比度基亞賽道挑戰賽，比度基亞山路精英賽，比度基亞世界拉力賽，比度基亞大師錦標賽等，第一屆比度基亞大師錦標賽則又koman勝出。

## 賽程介紹
koman:s2000 honda
ben wong: Mitsubishi Lancer Evolution
rasco:subaru type r sti
於2018年，奔馳人正式與GTS 合作，推出一系列賽事，包括：GT3挑戰賽（Gr3車種，限改裝至最高不超過750匹及車重不低於1250Kg，參賽賽季車輛限一款），GT4挑戰賽（Gr4車種，改裝馬力不可超過550匹及車重不低於1080kg，參賽賽季車輛限一款），日本街車賽（馬力不可超過400匹，車重不低於1250kg，只限RX7 及R32，參賽賽季車輛限一款），世界民用車耐力賽（馬力不超350匹，重量不低於1400kg，限無尾箱車，參賽賽季車輛限一款）。以上賽車必需貼有大會車貼及賽項車貼。